# I. e. 600-as évek
Évszázadok: i. e. 8. század – i. e. 7. század – i. e. 6. század
Évtizedek: i. e. 650-es évek – i. e. 640-es évek – i. e. 630-as évek – i. e. 620-as évek – i. e. 610-es évek – i. e. 600-as évek – i. e. 590-es évek – i. e. 580-as évek – i. e. 570-es évek – i. e. 560-as évek – i. e. 550-es évek
Évek: i. e. 609 – i. e. 608 – i. e. 607 – i. e. 606 – i. e. 605 – i. e. 604 – i. e. 603 – i. e. 602 – i. e. 601 – i. e. 600

## Események
- Küaxarész a méd király kiűzi a szkítákat Kisázsiából, akik a Fekete-tenger északi partján telepednek le.
- II. Nékó egyiptomi fáraó, Asszíria elkésett szövetsége megpróbálja feltartóztatni az Újbabiloni Birodalom előretörését, de a karkemisi csata, majd a pelusziumi csata után visszaszorul Egyiptomba.
- I. e. 600 körül II. Nékó fáraó elkezdi kiásatni a Nílust a Vörös-tengerrel összekötő csatornát, melynek munkálatait I. Dareiosz perzsa király fejezi be i. e. 518-ban.
- Perzsia területén felállítják az első szélmalmokat, melyek függőleges tengelyűek voltak.

## Híres személyek
- Küaxarész méd király
- Periandrosz korinthoszi türannosz
- Nabú-apal-uszur és II. Nabú-kudurri-uszur babiloni király
- I. Kürosz és I. Kambüszész ansani (perzsa) királyok
- II. Nékó egyiptomi fáraó